# Mr Doodle
Pour les articles homonymes, voir Cox.
 (octobre 2022).
Samuel Cox, connu sous le nom de Mr Doodle, né le 8 mars 1994 dans le Kent en Angleterre, est un artiste et illustrateur britannique. 
Son travail apparaît sur une variété de supports allant des vêtements aux murs en passant par tout ce sur quoi il met la main. Ses œuvres sont souvent en noir et blanc, avec un large éventail de personnages, de concepts et de dessins au trait. Elles prennent souvent beaucoup de temps à être dessiné car elles sont formées d’un labyrinthe de créatures imaginaires et fantastiques que l’on n'aperçoit pas forcément au premier coup d'œil. Le style illustratif de Mr Doodle appartient à celui de Keith Haring mais sans la subversion des sujets représentés.  L'artiste a reconnu avoir été profondément influencé par cet illustrateur new-yorkais. Cela se remarque par son esthétisme, sa technique et même sa gestuelle spontané qui sont sensiblement identique.

## Biographie
Sam Cox a commencé à dessiner quand il était enfant et depuis lors, il a continué à dessiner de manière compulsive sur toutes les surfaces qu’il pouvait trouver, essayant de remplir chaque espace vide avec un gribouillage.
Il a commencé à partager des images de son art sur Instagram en mai 2013. En juillet 2023, il comptait 2,9 millions d'abonnés.
En mars 2017, il crée une fresque murale dans le nouveau studio de télévision d'Eclypsia, puis en juin, il recommence avec une nouvelle fresque de 40 m2, adossée à l’institut Anneessens-Funck, à Bruxelles.
Du 18 au 20 août 2017, il réalise un marathon d'illustration en décorant durant 50 heures d'affilée l'intégralité des parois et meubles d'une boutique située sur Carnaby Street à Londres.
En 2019, répondant à des critiques portant sur la qualité et le manque d'esthétisme de ses gribouillis pour être considéré comme une forme d'art, Mr Doodle recrée des peintures classiques d'une manière amusante et les expose à une vente aux enchères de renommée mondiale : Sotheby's. Il organise à Hong Kong une vente d'exposition Mr. Doodle Invades Sotheby's. Avant même que l'exposition n'ait commencé, toutes les œuvres ont été vendues, 52 pièces au total.
En octobre 2022 il révèle un projet ambitieux, démarré deux ans plus tôt, en septembre 2020. Il s'agit du griffonnage intégral d'un manoir privée de 12 pièces situé dans sa région natale. Il a également repeint dans son intégralité l'extérieur d'une voiture Tesla Model 3.

### Le manoir
En 2019, Mr Doodle achète une maison estimée à 1,5 million de dollars dans le comté de Kent et, avec l'aide de sa famille et de ses amis, la transforme en une toile parfaitement blanche, prête à recevoir ses gribouillages. Les draps de lit, le siège des toilettes, les ustensiles de cuisine, les abat-jour et la souris de l'ordinateur sont tous gribouillés sans qu'aucune surface ne soit laissée en blanc.
Le 1er octobre 2022, il met en ligne une vidéo réalisée en stop motion pour montrer la performance artistique. Il affirme ne pas avoir utilisé d'effets spéciaux numériques. Au lieu de cela, l'animation a été réalisée à partir de 1 857 photographies prises entre septembre 2020 et septembre 2022. Ce manoir serait son principal lieu de domicile.

### Vie privée
Mr Doodle est marié à l'artiste Alena Cox, répondant au surnom Mrs Doodle. Ils se sont rencontrés en 2018 et se sont mariés en août 2021.